# 趙德懋
趙德懋，江西南丰人，清朝政治人物。
道光十二年，署任廣東廣州府永安縣知縣（現紫金縣知縣）。后由胡有基接任。